# 阿札失里
阿札失里（羅馬化：Aǰaširi，？—？），元末明初蒙古贵族，是成吉思汗弟弟鐵木哥斡赤斤的后裔。本为辽王，曾一度归降明朝，被任命为首任泰宁卫指挥使，成为兀良哈三卫之一泰宁卫的创始人。

## 生平
阿札失里的出身背景不详，但一般认为他是斡赤斤家族宗主牙纳失里的近亲（或即其儿子）。元末明初，北元在明军进攻下不断失地，牙纳失里与阿札失里率领的斡赤斤王族仍持续效忠北元可汗，牙纳失里更是可汗麾下的重要诸侯之一。1380年代，北元最强大的势力是盘踞辽东的札剌亦儿部纳哈出，天元帝脱古思帖木儿无法控制纳哈出，其他权臣如哈剌章、蛮子、阿納失里等也彼此猜忌，北元政权陷入动荡。为此，胡昱曾向明太祖进言：若明军直攻脱古思帖木儿，可一举将其擒获。
洪武二十一年（1388年）四月，蓝玉率领的明军在捕鱼儿海之战中击败脱古思帖木儿率领的蒙古军队，脱古思帖木儿在败逃途中被也速迭儿弑杀。此后，阿札失里的部众暴露在明军的攻击威胁下。同年八月，其部下四十九人投降明朝。阿札失里见局势已无法维持，于洪武二十二年（1389年）派部下塔賓帖木儿向明朝请降。后来明成祖提及此事时，称他因受鞑靼劫掠无法安定生活，故归顺明朝。
洪武二十二年（1389年）五月，明太祖派遣使者嘉奖归降的阿札失里等人，将其势力分割为三个卫所，分别命名为泰宁卫、朵颜卫、福余卫，任命塔賓帖木儿为泰宁卫指挥同知，脱鲁忽察儿为朵颜卫指挥同知，海撒男答溪为福余卫指挥同知，而阿札失里则被任命为泰宁卫指挥使，职位在上述三人之上。泰宁卫在后世被蒙古人称为“往流”（Ongliγud，意为“从属于王者的人”，为元朝东道诸王后裔），这被认为与称“辽王”的阿札失里及其家族统治该卫有关。此外，明太祖此时赐给阿札失里的诏书以蒙古文书写，其汉字音译及汉译收录于《华夷译语》中，与《元朝秘史》一样被用作明朝的蒙古语教材。
随着脱古思帖木儿死后蒙古混乱局面的平息，许多被迫归降明朝的蒙古诸侯纷纷反叛，阿札失里也多次率军侵扰明朝边境。针对这一情况，明太祖命傅友德、郭英等人进攻驻扎在朵颜山的阿札失里。洪武二十四年（1391年）五月至七月，明军攻击了诺嫩河流域的兀良哈三卫。洪武二十五年（1392年），周兴远征蒙古北部的乌尔吉河、鄂嫩河一带，在班师途中还试图招抚阿札失里。他的后裔在明代中期有兀研帖木儿。

## 斡赤斤家族世系
- 铁木哥斡赤斤（Temüge Odčigin，تموگه اوتچگين Temūga Ūtchigīn）
  - 只不干大王（J̌ibügen，جیبوJībū）
    - 塔察儿国王（Taγačar，طغاچار نویانTaghāchār Nūyān）
      - 阿朮魯大王（Aǰul，اجولAjūl）
        - 乃颜大王（Nayan，نایانNāyān）
          - 遼王脱脱（Toqto'a，توقتا کوونTūqtā Kūwn）
            - 遼王牙納失里（Yanaširi）
              - 遼王阿札失里（Aǰaširi）

      - 寿王乃蛮台（Naimantai，نایمتایNāīmatāī）